# Елена (дочь Тугоркана)
Елена (1094 — 28 апреля 1124) — Великая княгиня Киевская, жена Великого князя Киевского Святополка Изяславича.

## Биография
Из половецкого рода Тертер-Оба. Старшая дочь хана Тугоркана. Имя при рождении неизвестно. В 1094 году, когда её отец одержал победу над войсками русских князей в битве на реке Стугне, был заключён мирный договор между Русью и половцами. Для укрепления союза Тугоркан выдал её за Святополка Изяславича. После крещения она получила имя Елена.

Сотвори миръ с ПоловцЪ Святополкъ, и поя жену, дщерь Тугорканю.

Какого-то значительного влияния на политику в государстве она не имела. Во время похода 1096 года погибли её отец и брат. Елена имела летнюю резиденцию на Трухановом острове (теперь территория Киева). Умерла около 1103 года.

## Семья
- Брячислав Святополчич (1104/1105 — 28 марта 1127) — князь Туровский в 1118—1123 годах;
- Изяслав Святополчич (ум. 23 декабря 1127) — князь Туровский в 1123—1127 годах.